# Вьен, Жан де
Жан де Вьен (фр. Jean de Vienne; 1341, Доль — 1396, Никопол) — французский военный деятель, адмирал Франции.

## Биография
Сын Гийома II де Вьенна (около 1305—1360) и Клодин (или Маргариты) Шодене (около 1315—1349), его молодые годы остаются неясными. Завещание отца указывает, что он был старшим из восьми детей. У него было трое братьев (Гийом, Симон и Оде) и четыре сестры (Жанна, Жакетта, Маргарита и Екатерина). В восемь лет он остался без матери, в десять лет потерял дядю и, когда де Вьену было девятнадцать лет, умирает отец.
Военную карьеру Жан де Вьен начинает в 17 лет. Сообщается, что в 1358 году он находится в окрестностях Аваллона под командованием своего родственника Жака де Вьенна, сеньора де Лонгви, генерал-капитана графства Бургундия. С 1358 до 1364 годы он участвовал в борьбе с отрядами наёмников, бродивших по дорогам королевства после мира в Бретиньи. Сообщается, что Жан де Вьен участвовал в битве при Бринье (1362), после которой был посвящён в рыцари. Кроме того, он участвовал в битве при Кошереле под командованием Бертрана Дюгеклена. После победы в этой битве Карл V был коронован.
В 1373 году Карл V назначает Жана де Вьена адмиралом Франции. Один из первых по времени организаторов французского флота, Вьен не довольствовался ролью адмирала и в мирное время искал применения своим военным талантам в Испании, участвуя в походах герцога Бурбонского Людовика II в Северную Африку, в осаде Карфагена, нападении на порты Англии вместе с кастильским адмиралом Фернандо де Товаром и других операциях.
В 1375 году был одним из командиров вторгшихся в Эльзас и Швейцарию гуглеров.
В 1388 году в составе группы мармузетов стал советником короля Карла VI.
В 1396 году он погиб при Никополе, командуя авангардом французских рыцарей, пришедших на помощь венгерскому королю Сигизмунду против турецкого султана Баязида Молниеносного.

## Память
- Несколько кораблей военно-морского флота Франции носили имя Жана де Вьена, в том числе крейсер[англ.] (1937) и фрегат (эскадренный миноносец)[англ.] типа «Жорж Леги» (1984).
- Скульптурное изображение Жана де Вьена украшает фасад северной башни Амьенского собора в нижней группе фигур правителей и государственных деятелей Франции XIV—XV веков.
- Бюст работы Ф. Ж. Дюре (1838), экспонируется в Галерее битв (Версаль).
- В 1942 году во Франции была выпущена почтовая марка в честь Жана де Вьена[3].